# 氷川神社 (上尾市地頭方)
氷川神社（ひかわじんじゃ）は、埼玉県上尾市の神社。

## 歴史
創建年代は不明である。ただ別当寺の「正円寺」を創建した秀賢が1462年（寛正3年）に寂していることから、その頃に創建されたものと推測される。正円寺は真言宗の寺院であったが、明治初期の神仏分離により、廃寺に追い込まれた。
1873年（明治6年）、近代社格制度に基づく「村社」に列せられた。
当社には、大きな狛犬が鎮座しているが、これは氏子の島田家が運送業で財を成したことに対する神恩に感謝して、1895年（明治28年）に奉納されたものである。また当社に至る長い参道も1950年（昭和25年）に島田家が土地を寄進して造成されたものである。

## 交通アクセス
- 路線バス平方領家停留所より徒歩14分。